# O Livro de Cabeceira
The Pillow Book (bra/prt: O Livro de Cabeceira) é um filme de 1996, dirigido por Peter Greenaway, baseado no livro Makura no Soshi, da escritora medieval japonesa Sei Shōnagon.

## Elenco
- Vivian Wu como Nagiko
- Ken Ogata como o pai
- Yoshi Oida como o editor
- Ewan McGregor como Jerome

## Sobre o filme
The Pillow Book baseia-se num livro homónimo escrito por uma dama que viveu na corte japonesa do século X. Greenaway transpôs a acção do filme para a actualidade, utilizando os motivos estéticos e plásticos que sempre caracterizaram o seu trabalho. Tal como em outros dos seus filmes em que as personagens femininas são as mais fortes, também aqui Nagiko é a personagem que começa passivamente por ser o "papel", acaba por se transformar perversamente na "pluma". Um filme que pode ser lido como uma metáfora de como o poder sensual da escrita e da literatura pode levar ao êxtase físico.